# Jacques Ochs
Pour les articles homonymes, voir Ochs.
Jacques Ochs, né le 18 février 1883 à Nice et mort le 3 avril 1971 à Liège, est un peintre, dessinateur, portraitiste et champion olympique d'escrime belge. Ses dessins humoristiques de personnalités entre 1910 et 1971 sur la première page de l'hebdomadaire Pourquoi Pas? le rendent célèbre en Belgique.

## Biographie
Jacques Martin Ochs naît le 18 février 1883 à Nice, est le fils de Martin Ochs et d'Ottilie Henle, musiciens juifs férus d'art et de culture originaires de Francfort en Allemagne.

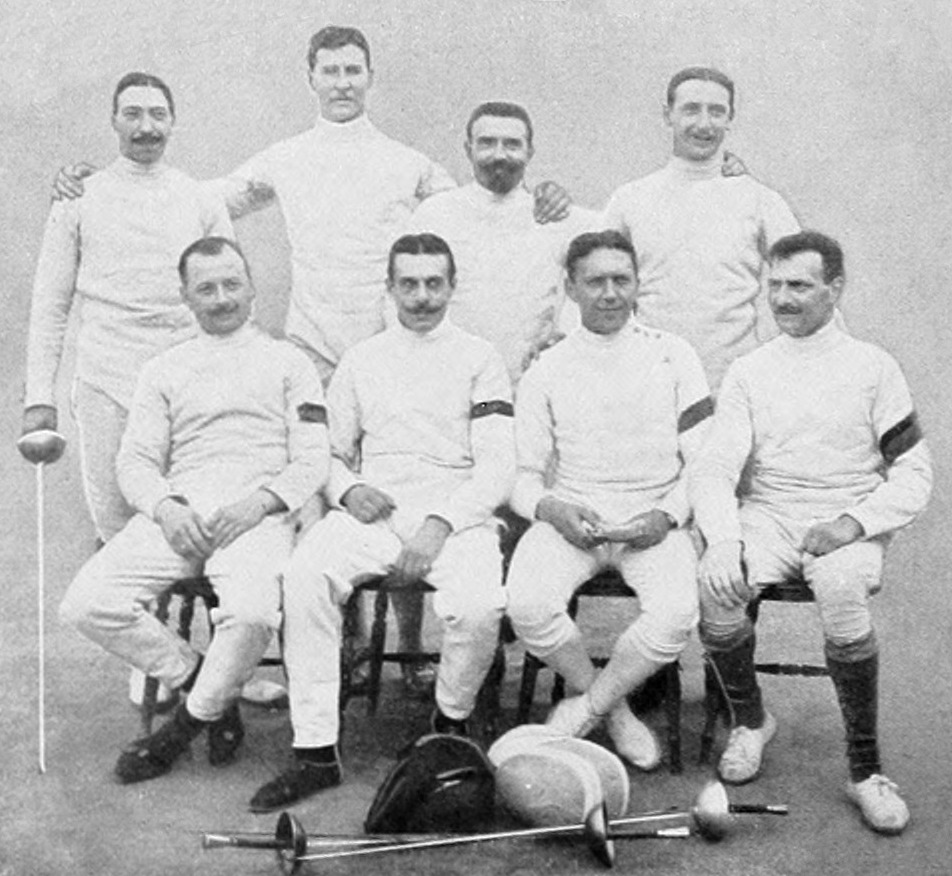
Jacques Ochs (en bas à gauche) avec l'équipe belge d'épée championne olympique en 1912.

À 10 ans, la famille Ochs déménage à Liège en 1893 à la suite de difficultés financières et pour trouver un milieu favorable à l'épanouissement culturel des enfants. À partir de 1897, ses parents lui permettent de suivre les cours du soir de dessin à l’Académie des Beaux-Arts de Liège. Il fait parallèlement ses études secondaires au Collège Saint-Hadelin de Visé, à l’Athénée d'Herve et à celui de Liège. De 1899 à 1903, il fréquente à temps plein les cours supérieurs de l’Académie, étant l'élève d’Émile D'heur, d’Évariste Carpentier et d’Adrien de Witte. Il publie ses premiers dessins humoristiques, sous forme de cartes postales. Il est premier prix de peinture et prix Auguste Donnay. De 1904 à 1906, il séjourne brièvement en Toscane et poursuit sa formation à l’Académie des Beaux-Arts de Paris.
En 1905, il obtient la nationalité belge et part à Paris parfaire son éducation artistique auprès de Jean-Paul Laurens et à l'Académie Julian. Avec Jules Tasquin et Alphonse Caron, il expose au Cercle des beaux-arts de Liège en février 1907.
Sportif, il pratique l'aviron, la lutte, la natation et enfin l'escrime à Liège. Son ami, le peintre Henri Anspach, le conduit en 1907 à la salle d'armes Thirifays. Il devient bientôt un bretteur redoutable à l'épée et au fleuret et est invité à de nombreux tournois à l'étranger et en Belgique remportant de nombreuses épreuves. Avec l'équipe belge, il sera même médaille d'or d'épée aux Jeux olympiques d'été de 1912 à Stockholm.  À cela, s'ajoutent en 1914 le titre de champion du monde à l’épée à Barcelone et trois titres de champion de Belgique à l'épée. En 1927, il sera victime d'un accident d'avion qui l'invalide et mettra un terme à sa carrière sportive.
En 1910, Jacques Ochs choisit de faire de l'art de la caricature son métier en s'engageant à l'hebdomadaire satirique Pourquoi Pas ? Ses croquis font la couverture de nombreux numéros jusqu’en 1958. Il collabore également par ses portraits et affiches destinés aux journaux Le Petit Parisien et à la Nation belge notamment dans le cadre de grands procès. À côté de cette activité professionnelle, il continue à peindre et expose à diverses reprises.

### Chauffeur et observateur aérien pendant la Première Guerre mondiale
Durant la Grande Guerre, il se porte volontaire dans l'armée belge en 1915 et est intégré dans le corps des estafettes motocyclistes puis comme officier dans l'artillerie de tranchée. Il passe à l'aviation en juin 1917, devenant officier observateur.  En août 1917, son avion est abattu lors d'une mission de reconnaissance et s'écrase dans les lignes belges. Il en sort gravement blessé. Il profite de sa convalescence pour réaliser des croquis du front. En avril 1918, il reprend du service dans une escadrille d'hydravions français.

Caricature de Jacques Ochs dans l'hebdomadaire Pourquoi Pas ?

### Dans l'entre-deux-guerres
À côté de sa profession de caricaturiste, il continue à peindre des tableaux de genre, historiques ou commémoratifs, ainsi que des scènes de la vie quotidienne puis s'oriente de plus en plus vers le portrait. 

Caricature dans l'hebdomadaire Pourquoi Pas?

En 1921, il est ainsi nommé professeur de peinture à l’Académie des Beaux-Arts de Liège puis en devient directeur en 1934,. Il y exerce ces fonctions jusqu'en 1948. Joseph Moutschen lui succède à la direction de l'Académie. 
Il est aussi nommé conservateur du Musée des Beaux-Arts de Liège. C'est à ce titre qu'il contribue en 1939 avec d'autres personnalités liées à l'Université de Liège à l'acquisition par le Musée des beaux-arts de Liège de tableaux majeurs (de Picasso, Gauguin, Marie Laurencin, etc.) lors de la vente à Lucerne en 1939 car considérés par les Nazis comme de l'Art dégénéré. En 1948, Jules Bosmant lui succède en tant que conservateur du Musée des Beaux-Arts de Liège.

### Résistant pendant la Seconde Guerre mondiale
En 1940, il entre en résistance et est arrêté dans son bureau de directeur de l'Académie royale des beaux-arts de Liège, le 17 novembre 1940 par la Gestapo sur dénonciation comme juif. Après des interrogatoires et une mise au secret à la prison Saint-Léonard, il est interné au fort de Breendonk, camp de la mort situé près d'Anvers. Il rencontre Paul Lévy, journaliste radiophonique bien connu des auditeurs de l'I.N.R. dont le portrait au fusain avec la mention « radio Breendonck » figure dans le recueil de dessins accompagnés d'un texte de sa main et intitulé BREENDONCK, bagnards et bourreaux qu'il publie en 1947 aux éditions du Nord-Albert Parmentier-Bruxelles avec une préface de Louis Dumont-Wilden, directeur du Pourquoi Pas ?. Gabriel Lévy était parvenu à rejoindre Londres où il deviendra « speaker » à Radio Belgique avec Victor de Laveleye et Jan Moedwil.
Après deux ans, Ochs est libéré grâce à des interventions auprès du gouverneur allemand de la Belgique, le général Alexander von Falkenhausen (hostile à Hitler, le général sera arrêté en 1944 pour avoir trempé dans le complot contre le Führer, mais échappera à la mort). Le général tentait d'afficher une relative mansuétude à l'égard de personnalités belges, dans l'espoir de s'attirer des sympathies qui pourraient, plus tard, pensait-il, lui être utile quand la situation tournerait mal pour l'Allemagne. D'abord envoyé dans un hôpital militaire allemand, à Anvers, grâce à l'étonnante protection d'un officier, comme il le raconte lui-même, Ochs est finalement libéré. Il réussit à cacher une partie de ses dessins avec l'aide d'un jeune S.S. flamand dont il dira plus tard qu'il jouait un « double jeu mystérieux et énigmatique ».
En juillet 1944, Jacques Ochs et sa sœur sont arrêtés par la Gestapo, les Allemands possédant contre lui un dossier dans lequel figure, entre autres, une caricature parue dans un ancien Pourquoi Pas? et représentant un Hitler aux mains sanglantes. Il est détenu à la caserne de Malines et condamné à mort, mais la libération de la Belgique par les alliés en Belgique en septembre 1944 lui sauve la vie.

### Après la Seconde Guerre mondiale
En 1944, il reprend sa carrière de caricaturiste notamment dans l'hebdomadaire Pourquoi Pas? où il continuera à dessiner jusqu'en 1965 quand des troubles oculaires, le font renoncer au dessin et à la peinture.
En 1945, il participe au Congrès national wallon.
En 1948, il est élu correspondant de la Classe des Beaux-Arts de l'Académie royale de Belgique (puis membre titulaire en 1953) et nommé membre de la Commission d'achat des Musées royaux d'art moderne. En 1948, il prend également sa retraite et quitte ses fonctions à l'académie et au Musée de la Ville de Liège.
À la suite de son décès le 3 avril 1971, il est inhumé au cimetière de Sainte-Walburge à Liège.

## Distinctions
- Grand officier de l'ordre de Léopold en 1958 (Belgique).
- Grand officier de l'ordre de la Couronne en 1952 (Belgique).
- Officier de l'ordre de Léopold II avec glaives en 1943 (Belgique).
- Croix de guerre 1914-1918 avec six palmes en 1923 (Belgique).
- Médaille du volontaire combattant en 1919 (Belgique).
- Médaille de la victoire en 1919 (Belgique).
- Médaille commémorative de la guerre avec six chevrons de front en 1919 (Belgique).
- Croix du prisonnier politique à 3 étoiles en 1950 (Belgique).
- Médaille d'or du Mérite sportif en 1951 (Belgique).
- Officier de la Légion d'honneur en 1938 (France).
- Officier de l'Instruction publique en 1911 (France).
- Médaille commémorative et Diplôme d'honneur des Forces Françaises de l'Intérieur en 1945 (France).
- Médaille de la Résistance française en 1946 (France).
- Médaille d'or des Arts, des Sciences et des Lettres en 1959 (France).
- Croix de guerre 1914–1918 en 1918 pour avoir repéré dans la Manche un sous-marin allemand qui a été ensuite détruit (France).
- Croix d'Honneur du Mérite franco-britannique pour dévouement et services éminents rendus à la cause des Alliés en 1950.